# Morgongiori
Morgongiori (en lengua sarda Mragaxòri) es una localidad italiana de la provincia de Oristán, región de Cerdeña,  con 819 habitantes.

## Evolución demográfica
| Gráfica de evolución demográfica de Morgongiori entre 1861 y 2001 |
|                                                                   |
| Fuente ISTAT - elaboración gráfica de Wikipedia                   |